# Piazza del Campo

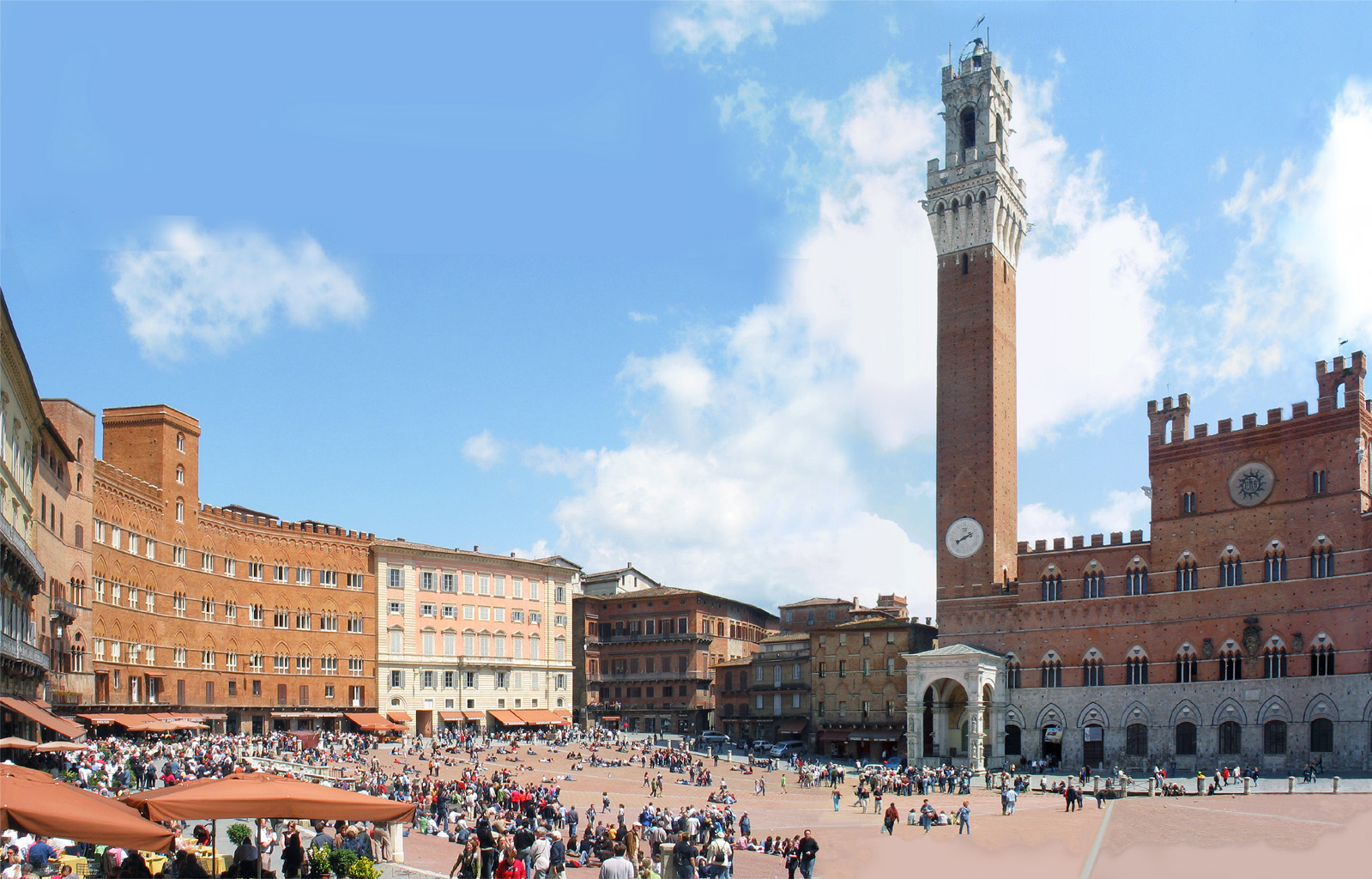
Campo mit Palazzo Pubblico

Die Piazza del Campo ist der bedeutendste Platz der toskanischen Stadt Siena, deren Zentrum er bildet.
Der Platz ist bekannt durch seine beeindruckende Architektur und seine halbrunde Form sowie durch das hier normalerweise jährlich zweimal ausgetragene Pferderennen Palio di Siena.

## Geschichte
Das Zentrum der bereits in der Etruskerzeit bedeutenden Stadt lag ursprünglich im Gebiet des heutigen Castelvecchio, während „der Campo“ lediglich ein Stück Land war, das dem Abfluss des Regenwassers diente. Da aber auch die an Siena vorbeiführende Fernstraße über dieses Feld verlief und sich hier mit einer anderen Straße kreuzte, entwickelte sich bald ein Marktplatz.
Der Name „Campo“ wird zum ersten Mal schriftlich 1169 erwähnt in einer Quelle, die sich mit der gesamten Talebene befasst, zu der auch die heutige Piazza del Mercato, heute auf der anderen Seite des Palazzo Comunale, gehörte. Damals erwarb die Stadt Siena das Gelände, das von der Piazza del Mercato bis zur heutigen Logge della Mercanzia reicht. Eine Unterteilung des Geländes in die heutigen zwei Plätze wird 1193 erwähnt, sodass man davon ausgehen kann, dass in der Zwischenzeit zumindest eine Mauer erbaut wurde, die den Platz in zwei Hälften teilte; möglicherweise geschah dies, um das Wasser besser ableiten zu können.

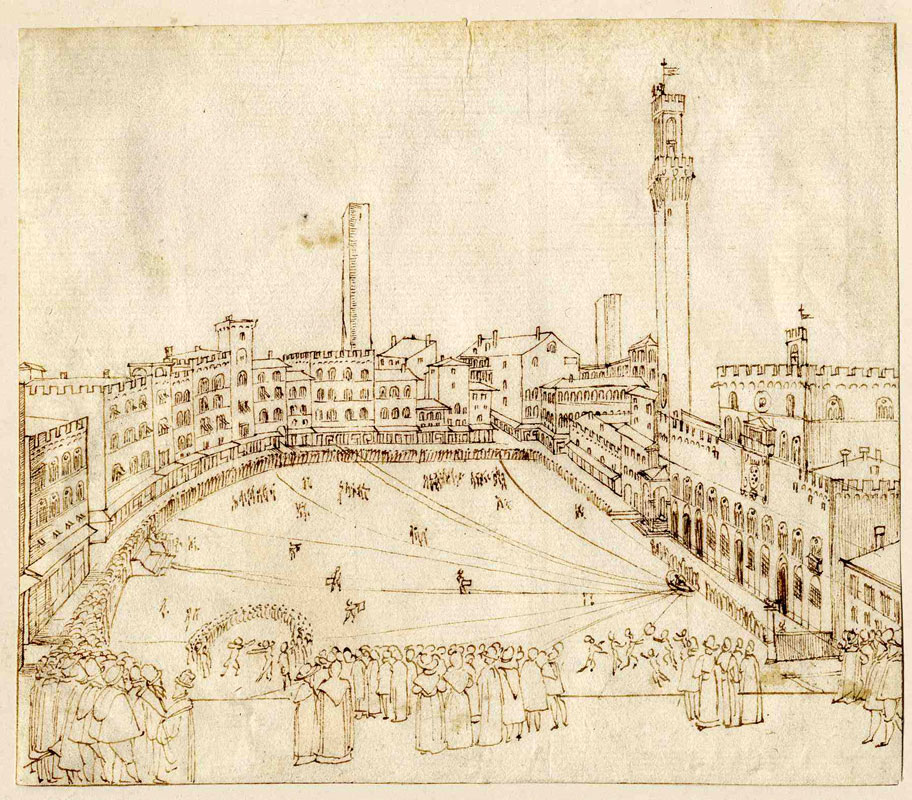
Federzeichnung, um 1578

Bis ins Jahr 1270, als die Herrschaft der Vierundzwanzig (1236–1270) zu Ende ging, wurde dann der Platz für Messen und Märkte genutzt. Zwar hatte der Platz noch nicht das heutige Aussehen, er entwickelte sich aber allmählich zum zweiten Mittelpunkt der Stadt neben dem Dom; während dort religiöse Feste im Mittelpunkt standen, dominierten auf der Piazza del Campo der Handel und weltliche Feste. Da sich auch die städtische Obrigkeit immer unabhängiger vom Bischof (und später Erzbischof) machte, kam in der Zeit der Herrschaft der Neun (1289–1355) der Bedarf nach einem eigenen Rathaus auf.
Die Piazza del Campo ist einer der eindrucksvollsten kommunalen Plätze Italiens – im Gegensatz zum Markusplatz Venedigs und zur Piazza dei Miracoli Pisas ist dies ein Platz ohne Kirche, also ein rein politisches Zentrum – und das zeigt sich auch in der Kunst in den Innenräumen des Rathauses. Das Gelände ist leicht abschüssig und der Palazzo Pubblico, der öffentliche Palast, also das Rathaus steht an der tiefsten Stelle. Diese auffallend tief liegende Position im Gegensatz zu den Gepflogenheiten anderer Städte erklärt sich aus dem Bedürfnis, eine neutrale Lage zwischen den Hügeln von Siena zu wählen. Auch hier hat also das Konkurrenzdenken innerhalb der Stadt Konsequenzen gehabt. Das hatte zur Folge, dass der Turm sehr hoch werden musste, damit er trotz seiner niedrigen Lage die Stadt überragen konnte.
Mit dem Bau des Palazzo Comunale wurden dann auch die Impulse für eine architektonische Gestaltung des Platzes gegeben. In den Jahren 1327–1349 erhielt der Platz eine Pflasterung, wobei auch heute noch die Einteilung in neun Segmente an die damalige Herrschaft der Neun erinnert. Die „Skyline“ des Platzes ist allerdings nicht spontan in einem Stück entstanden. Erst mit den Jahren sorgte die Stadtverwaltung durch entsprechende Gesetze dafür, dass die Fassadengestaltung einheitlich gehandhabt wurde. So wurde etwa eine Peter- und Paul-Kirche abgerissen; heute erinnern die Gassen Vicoli di San Pietro e di San Paolo daran.
Nach 1861 wurden, wie auch an anderen Gebäuden in der Altstadt von Siena, Gebäude an der Piazza von ihren barocken Fassaden „befreit“, um dem ursprünglichen, d. h. mittelalterlichen Erscheinungsbild wieder zur Geltung zu verhelfen.
Seit ca. 2017 gehören 15 der 20 Gebäude, die den Platz begrenzen, Igor Bidilo, einem Investor aus Kasachstan.

### Fonte Gaia

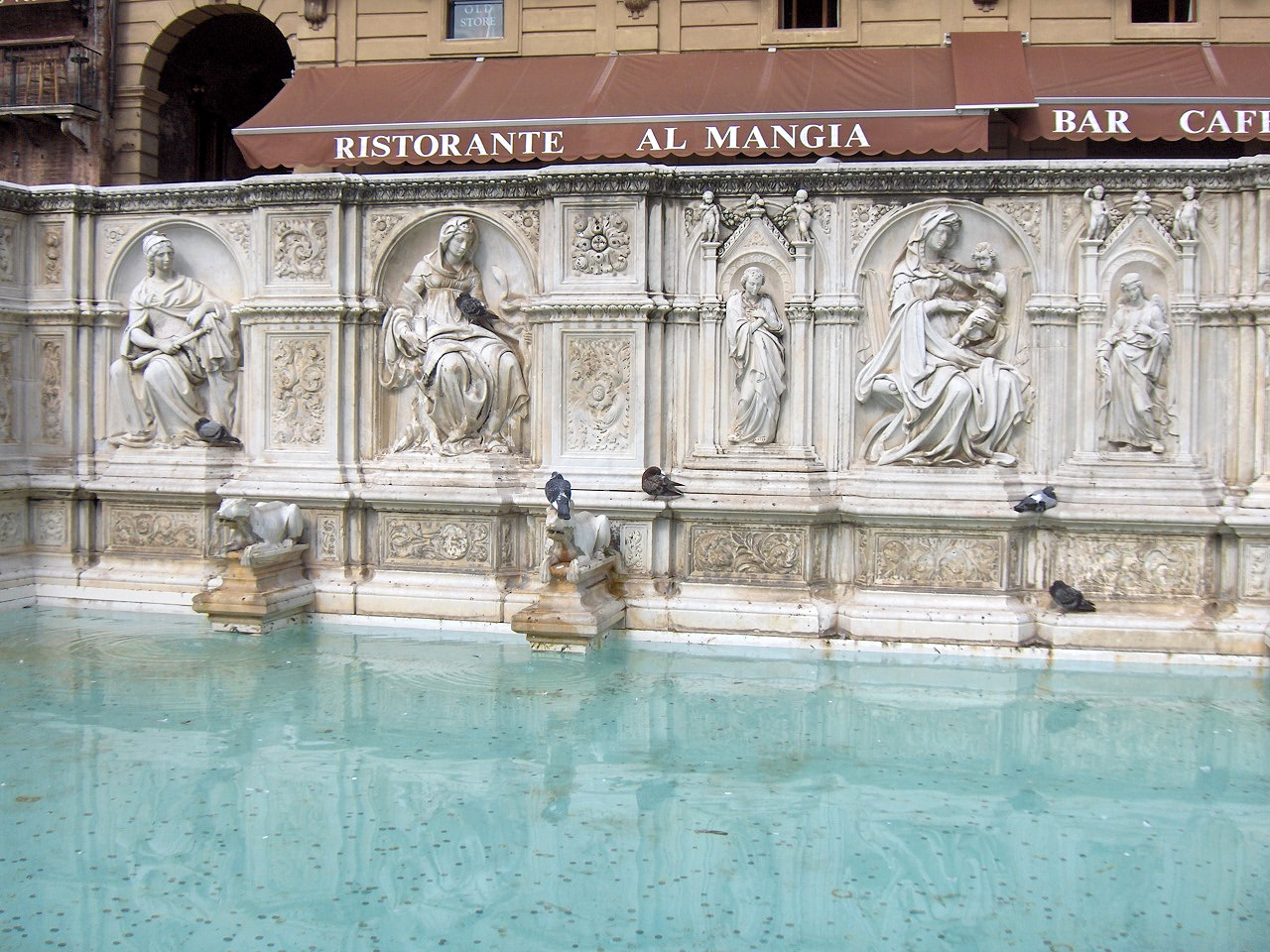
Fonte Gaia

Auf der höheren Seite des Campo steht der Fonte Gaia, den Jacopo della Quercia von 1409 bis 1419 geschaffen hat. ‚Brunnen der Freude’ heißt er, weil es 1342 zum ersten Mal gelungen war, mithilfe einer 25 km langen Leitung Wasser in die Stadt fließen zu lassen. Der ewige Wassermangel war in der Bergstadt Siena ein großes Problem – besonders in den Sommermonaten. Stilistisch hat della Quercia in den Figuren dieses Brunnens etwas Ähnliches erreicht wie die Sieneser Malerei, nämlich einen Ausgleich zwischen der klassischen Tradition und gotischem Schwung.
Die Figuren des Brunnens sind zwar seit 1858 durch Nachbildungen von Tito Sarrocchi ersetzt, aber trotzdem haben wir hier ein wichtiges Dokument für die Entwicklung der frühen Renaissance-Plastik vor uns. Zur damaligen Zeit, 1409, hatte man angefangen, sich zunehmend für die antike Vergangenheit zu interessieren und dabei natürlich besonders für die Geschichte Roms. Jacopo della Quercia war von der Stadt Siena deshalb beauftragt worden, in diesem Brunnen die angebliche römische Abstammung der Stadt als Gründung der Söhne des Remus und ihre darauf beruhenden Tugenden zu dokumentieren. Die Originalteile des Brunnens sind heute im Museum von Santa Maria della Scala im Raum Fienile zu betrachten.

## Gebäude

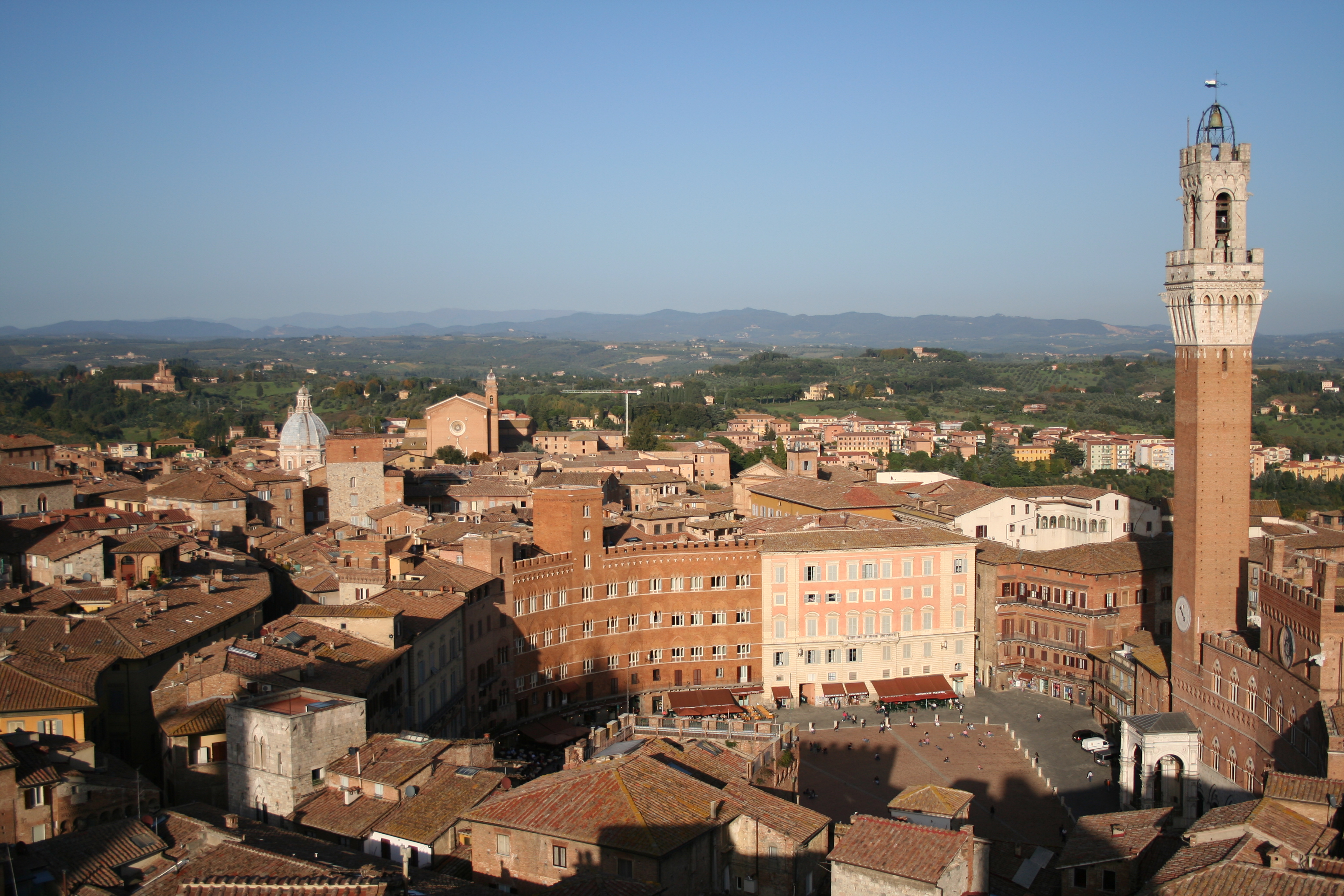
Blick auf die Piazza del Campo und die umliegenden Gebäude

### Palazzo Comunale
Mit dem Bau des Gebäudes der Stadtverwaltung wurde 1297 begonnen. Ursprünglich hatte der Palazzo lediglich drei Stockwerke; später erfolgten weitere Anbauten. Vor allem aber kam im Laufe des 14. Jahrhunderts mit dem Torre del Mangia der 102 Meter hohe Turm hinzu, der das Stadtbild von Siena prägt. Der Name leitet sich von dem Spitznamen Mangiaguadagni (Gewinnfresser) des ersten Glöckners ab.

### Cappella di Piazza
Vor dem Eingang zum Palazzo Pubblico wurde als Dank für die überstandene Pest 1352 – also noch in der Gotik – eine kleine Kapelle, die Cappella di Piazza, die Platzkapelle errichtet, die über 100 Jahre später (1463) mit einer Renaissance-Dekoration ihre heutige Gestalt erhielt. Beides passt aber so gut zusammen, als sei es gleichzeitig geschaffen worden. Die Dachkonstruktion stammt von Antonio Federighi und entstand in den 1460er Jahren. Die zentraleuropäische Gotik wurde in Italien im 13. und besonders im 14. Jh. in stark veränderter und der italienischen Tradition angepassten Form übernommen. Und später konnte im 15. Jh. die Renaissance auf jahrhundertelange vorbereitende Phasen aufbauen. Beides widersprach sich hier in Italien nicht so wie in Frankreich oder Deutschland. Hier an dieser Kapelle ist in der Gotik also locker der alte Rundbogen verwandt worden und nicht der eigentlich typische gotische Spitzbogen. Und als in der Renaissance der Rundbogen wieder zur Norm wurde, musste hier auch gar nichts geändert werden.

Der Piazza del Campo in Siena vom Palazzo Pubblico aus gesehen

## Das Pferderennen
Auf dem Platz wird zweimal im Jahr, am 2. Juli und am 16. August, ein Pferderennen („Palio di Siena“) ausgetragen.